# Nils Djurberg (1875–1937)
Nils Henning Djurberg, född den 8 juli 1875 i Fredsbergs församling, Skaraborgs län, död den 18 januari 1937 i Stockholm, var en svensk militär och idrottsledare. Han var bror till Gerda von Feilitzen och Sten Djurberg.
Djurberg blev underlöjtnant vid Skaraborgs regemente 1898, löjtnant 1903, intendent av andra klassen vid Intendenturkåren 1907 (kapten 1914) och senare major i armén. Han blev regementsintendent vid Livregementets dragoner 1907 och intendent vid Generalstaben 1924. Djurberg tillhörde svensk idrotts mest verksamma ledare samt var en outtröttlig funktionär, som sällan saknades vid en viktig tävling. Han var ordförande i Fredrikshofs idrottsförening 1908–1921 samt styrelseledamot i Stockholms idrottsförbund 1911–1914 och i Svenska idrottsförbundet 1911–1916. Djurberg tillhörde Riksidrottsförbundets överstyrelse 1914–1928 (därav förvaltningsutskottet 1915–1918) och i dess idrottsnämnd 1926–1937. Han var även en av stiftarna av Sveriges militära idrottsförbund 1909 och dess sekreterare 1911–1919. Djurberg blev riddare av Vasaorden 1918 och av Svärdsorden 1919. Han vilar på Norra begravningsplatsen utanför Stockholm.